# Кути (Уманський район)
Кути́ —  село в Україні, у Буцькій селищній громаді Уманського району Черкаської області.Розташоване на правому березі річки Гірський Тікич (притока Тікичу) за 28 км на північ від селища Маньківка. Населення становить 451 особа (станом на 2005 р.).

## Історія
Село засновано в XVII столітті. У 1751 році закладено й освячено на новому місці уніатом животівським протопопом Василем Кремезовичем церкву Успіння Божої Матері. Її приєднано до православ'я в 1768 році. Того ж року тут налічувалося 53 двори та 89 хат.

У 1830 році село Кути, землі та 253 ревізійні душі належали польському магнатові Юстину Раковському. У 1864 році Лаврентій Похилевич так писав про це поселення: 
|  | Куты, село при реке Тикиче, в 2-х верстах выше Красного Кута и в таком же расстоянии от села Хижны еще выше лежащего. Жителей обоего пола 640; земли 2759 десятин; принадлежит Соломии Акимовне Раковской (латинского исповедания). Церковь Богородичная, деревянная, 7-класса; земли имеет 41 десятину. Неизвестно когда построена. |

У 1900 році в селі було 184 двори; кількість мешканців: чоловіків — 461, жінок — 457. Того року тут діяли: церква, церковно-приходська школа, 2 вітряки. У 1905 році це поселення відносилося до Хижнянської волості Уманського повіту Київської губернії, у землекористуванні населення знаходилося 1478 десятин.
Під час Голодомору 1932—1933 років, тільки за офіційними даними, від голоду померло 274 мешканця села.
У Другій світовій війні брали участь 118 жителів села, із них: 79 — загинули, 37 нагороджені орденами і медалями. У 1953 році на Братській могилі воїнів-визволителів, де поховано 53 солдати, встановлено пам'ятник.
Станом на 1972 рік в селі працював колгосп ім. М. В. Фрунзе, за яким було закріплено 1082,7 га сільськогосподарських угідь, у тому числі 896,7 га орної землі. Господарство вирощувало зернові і технічні культури, було розвинуте м'ясо-молочне тваринництво. На той час в селі працювали восьмирічна школа, клуб, бібліотека з фондом 8,8 тисяч книг, медичний пункт, дитячий садок, відділення зв'язку, ощадна каса.
На території села виявлено залишки поселення доби пізнього палеоліту та пізньої бронзи. За кілометр на схід від села знаходиться курган.

## Сучасність
У 2004 році в селі створено фермерське господарство «Рубін», що орендує 778 гектарів сільгоспугідь та вирощує зернові і технічні культури, розвиває м'ясо-молочне тваринництво.
У Кутах діють будинок культури, бібліотека, фельдшерський пункт, дитячий садок, відділення зв'язку, філія Ощадбанку.

## Галерея

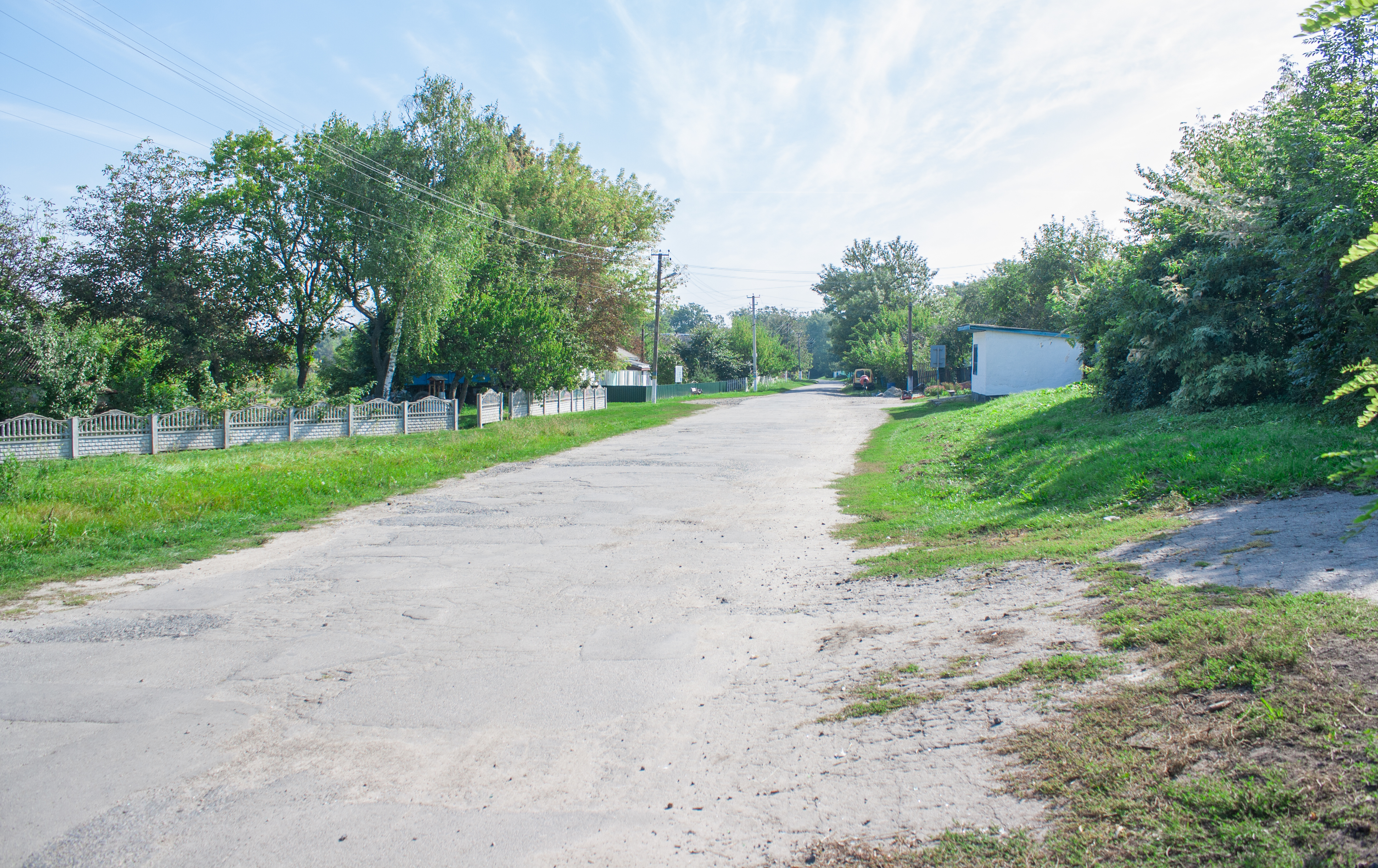
Вулиця Центральна
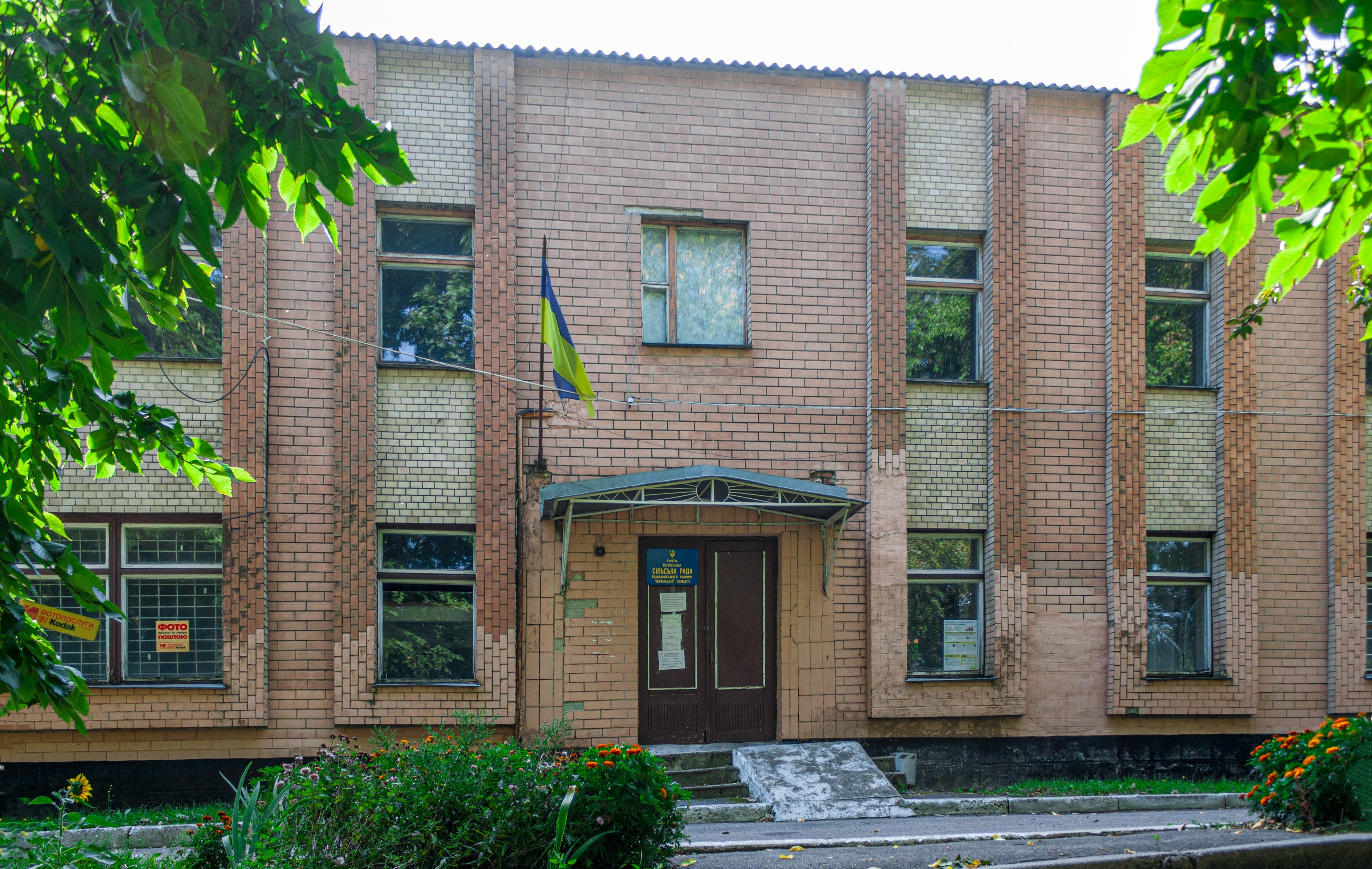
Сільська рада
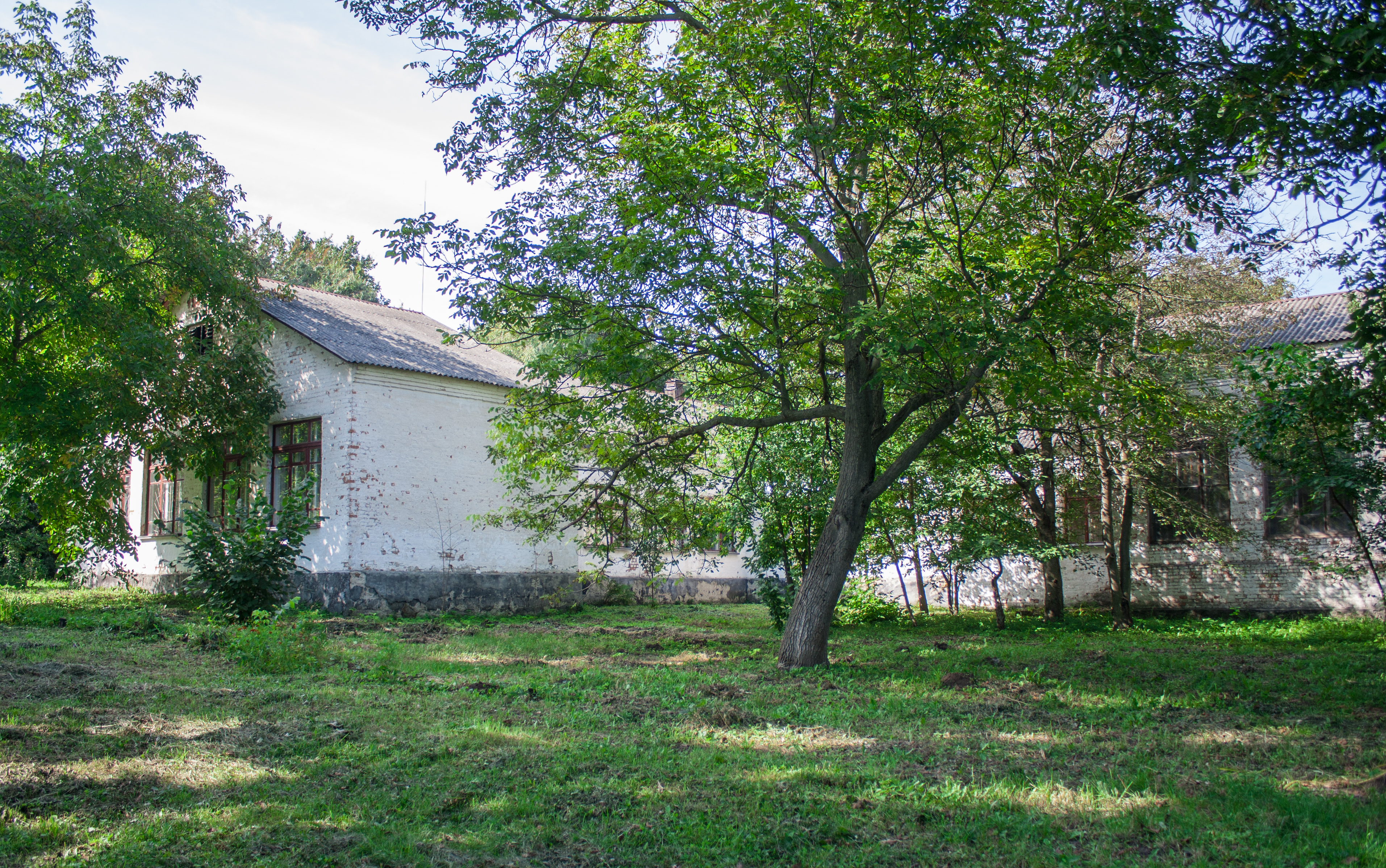
Школа
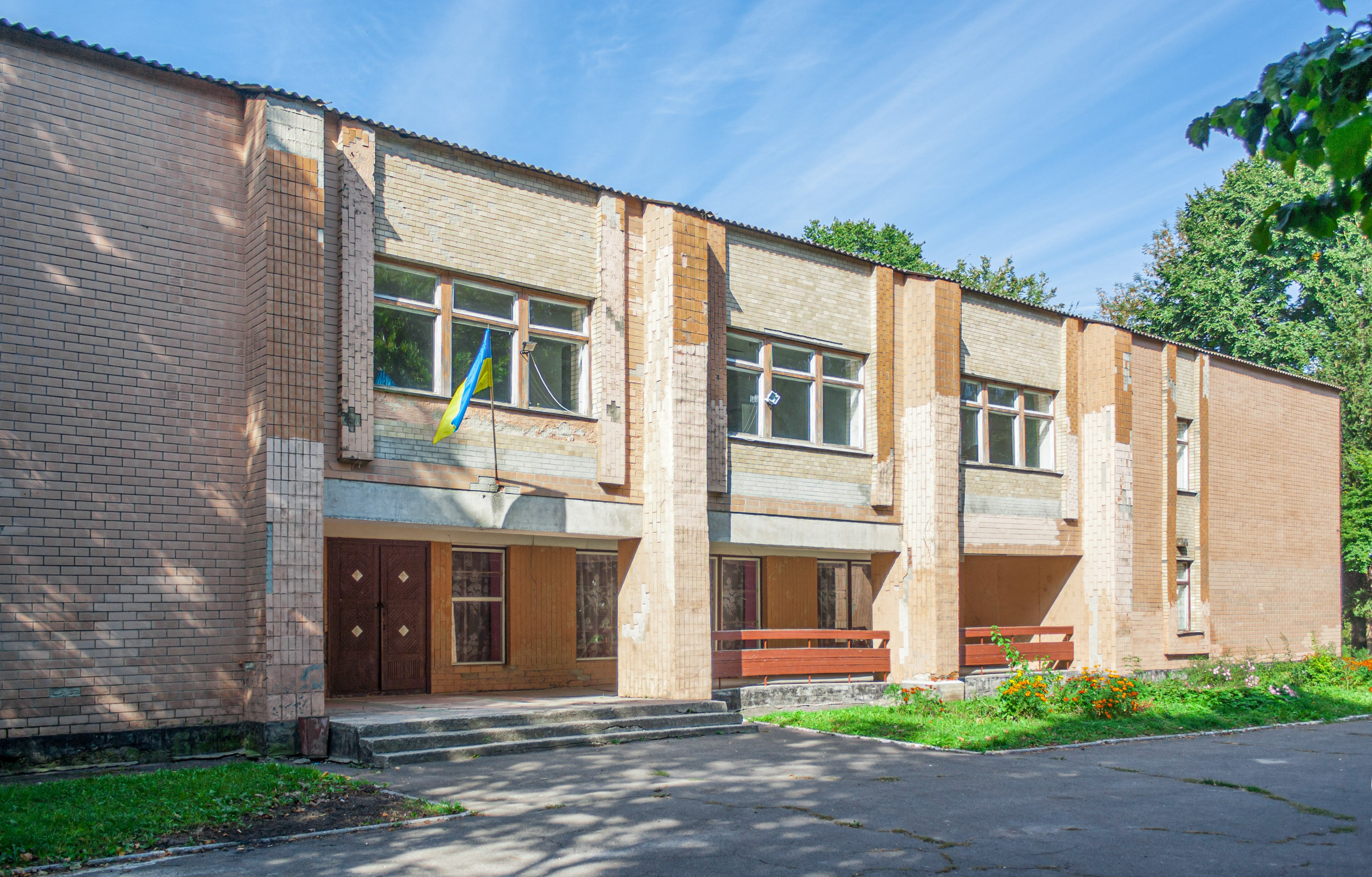
Будинок культури
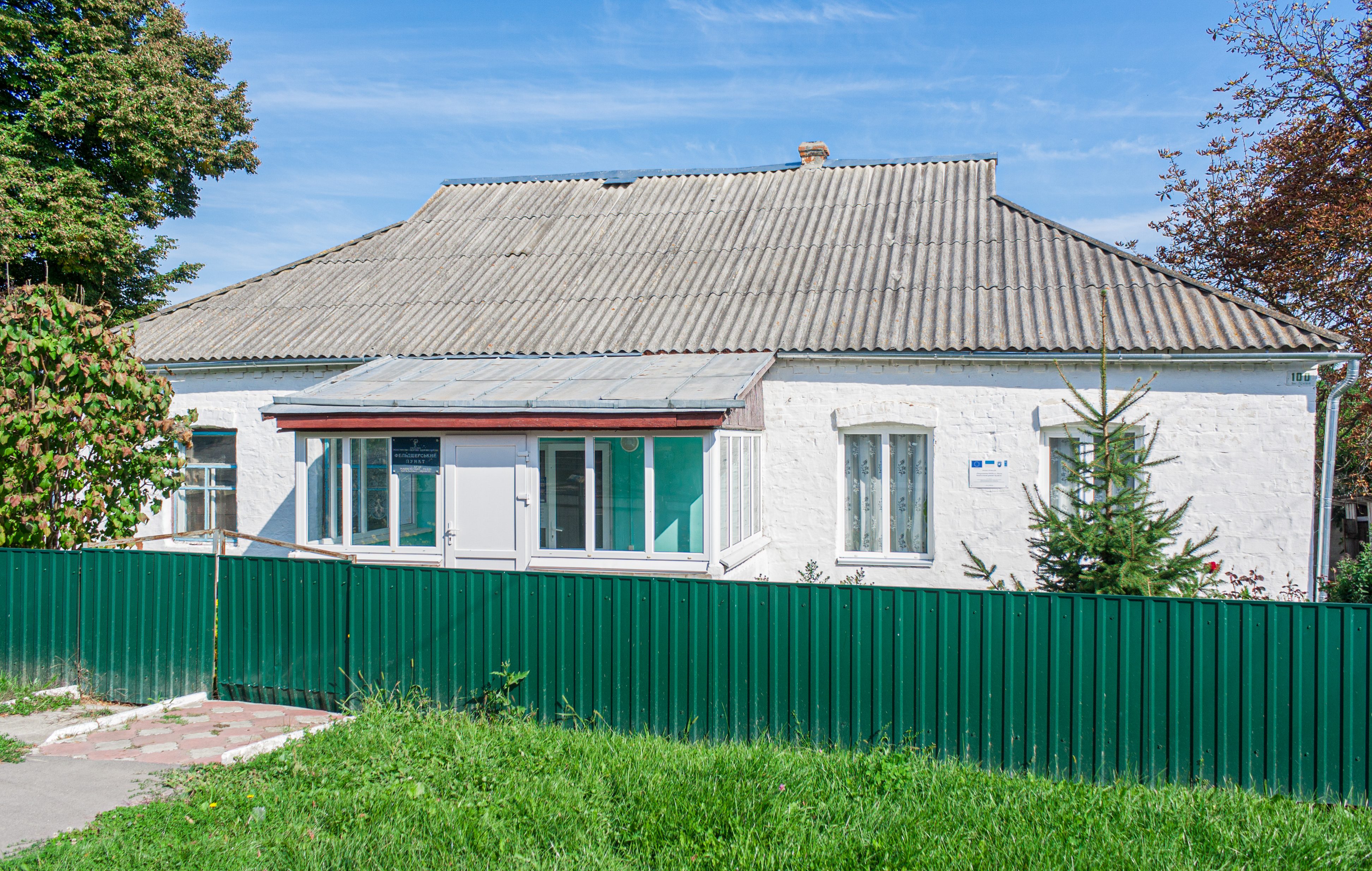
Фельдшерський пункт
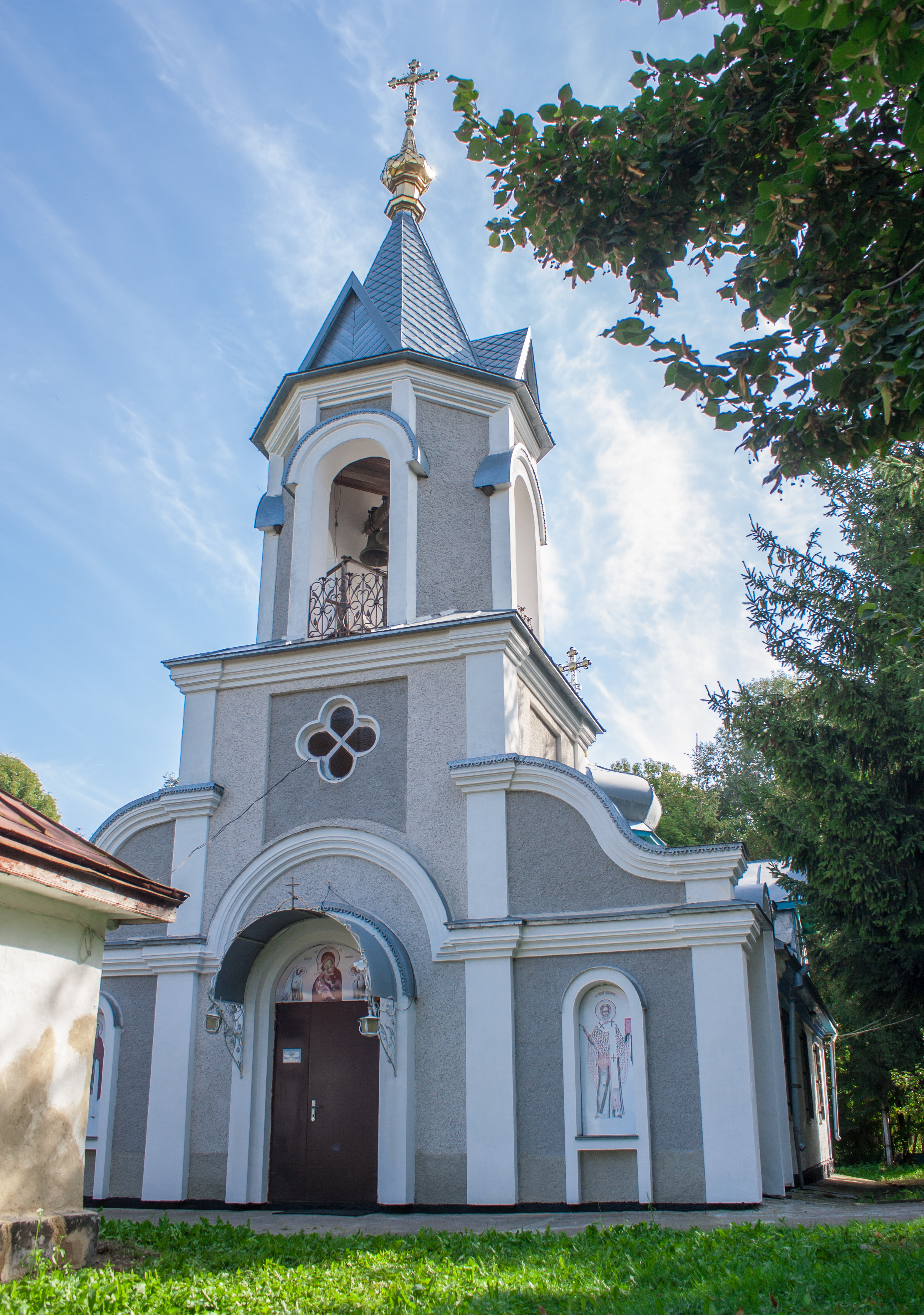
Церква
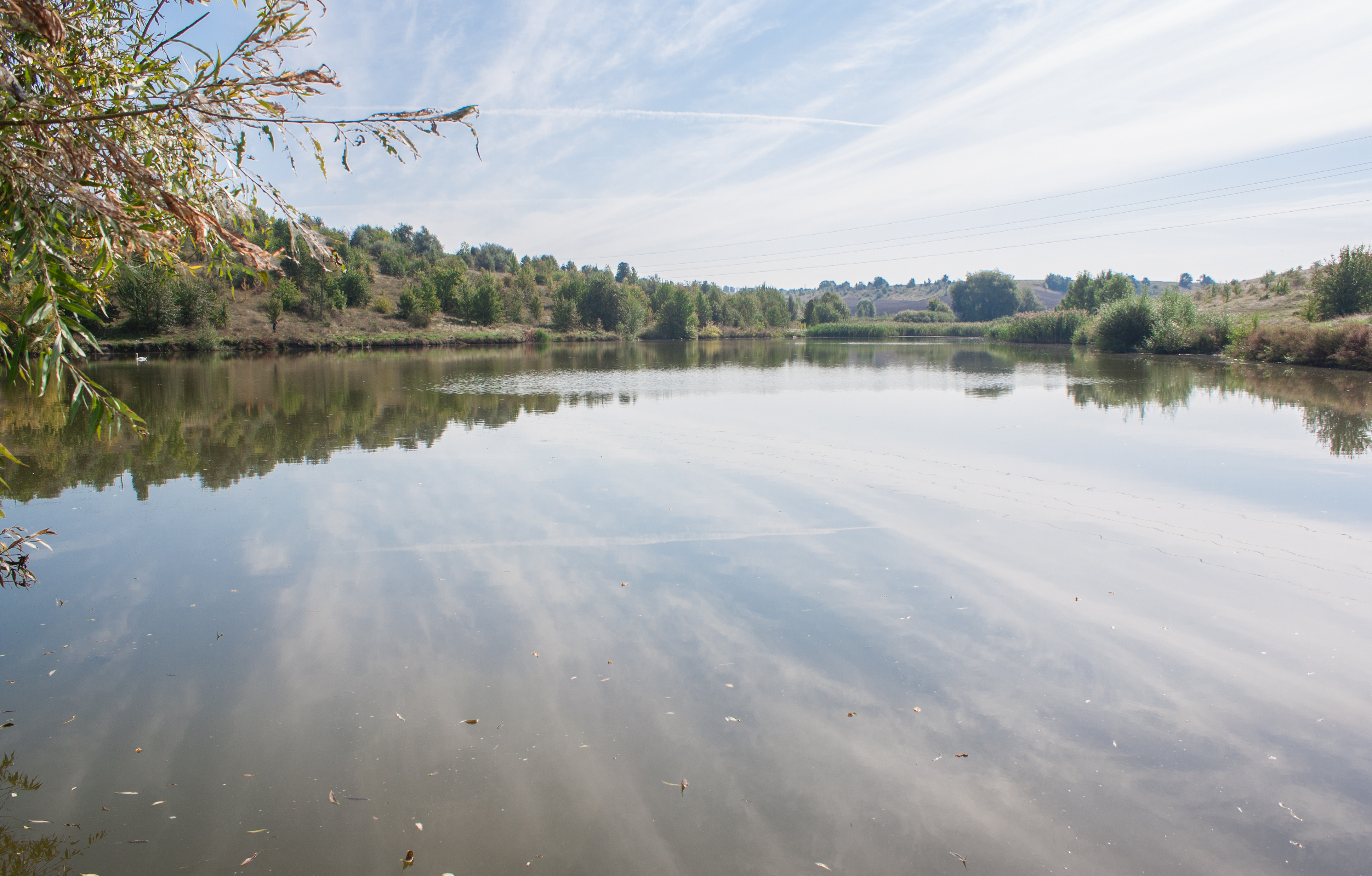
Ставок
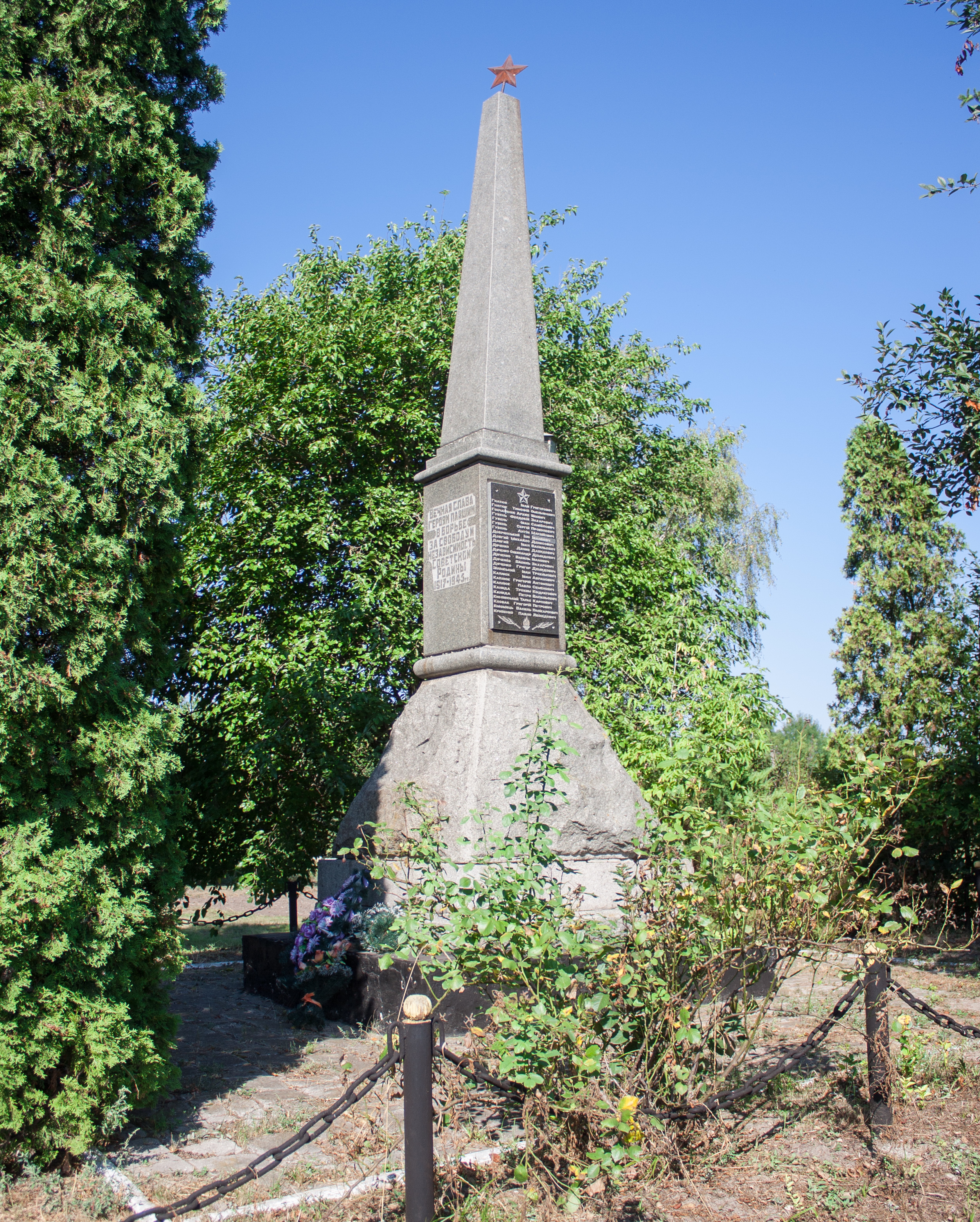
Пам’ятник воїнам-односельцям
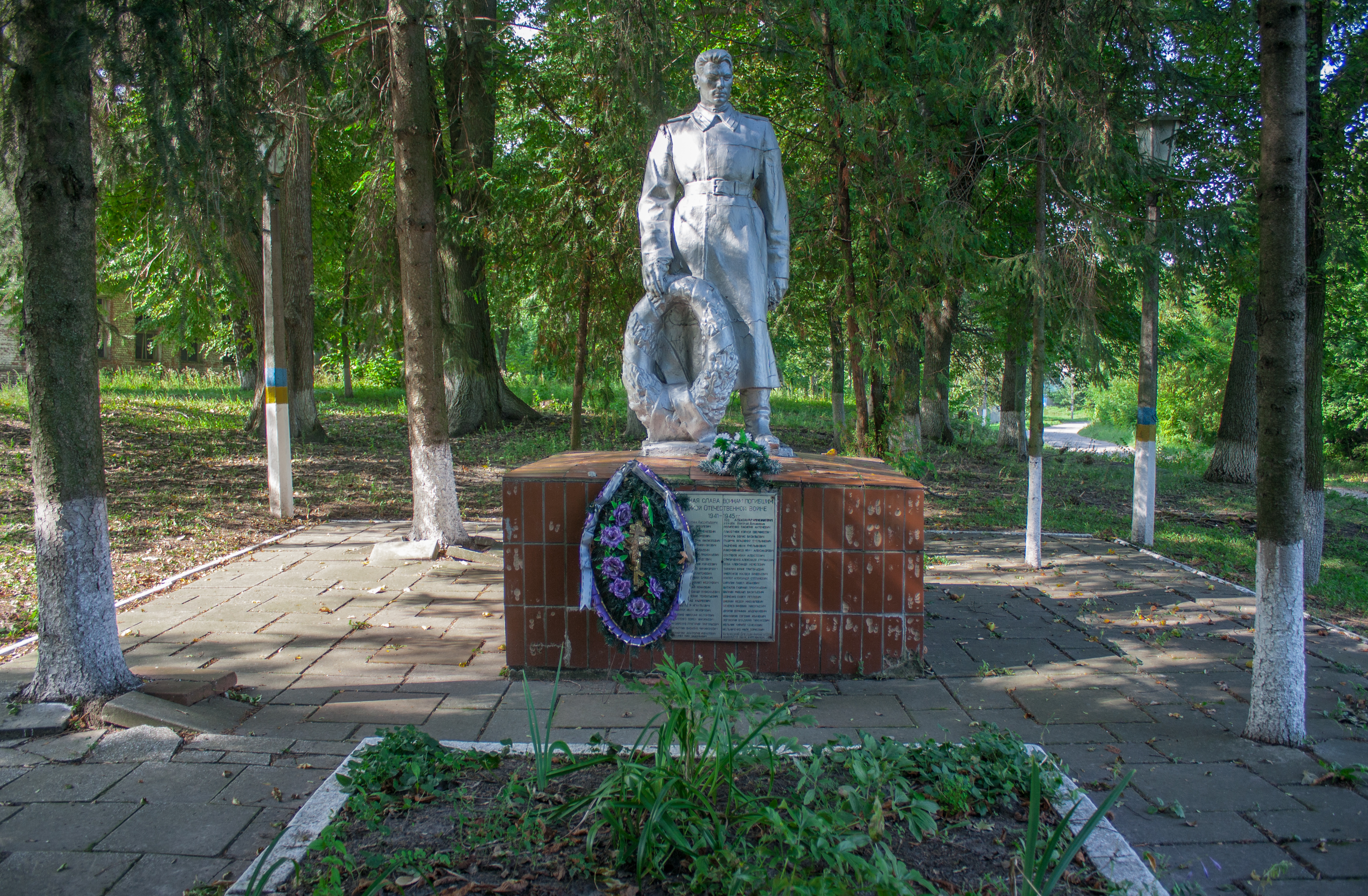
Братська могила радянських воїнів
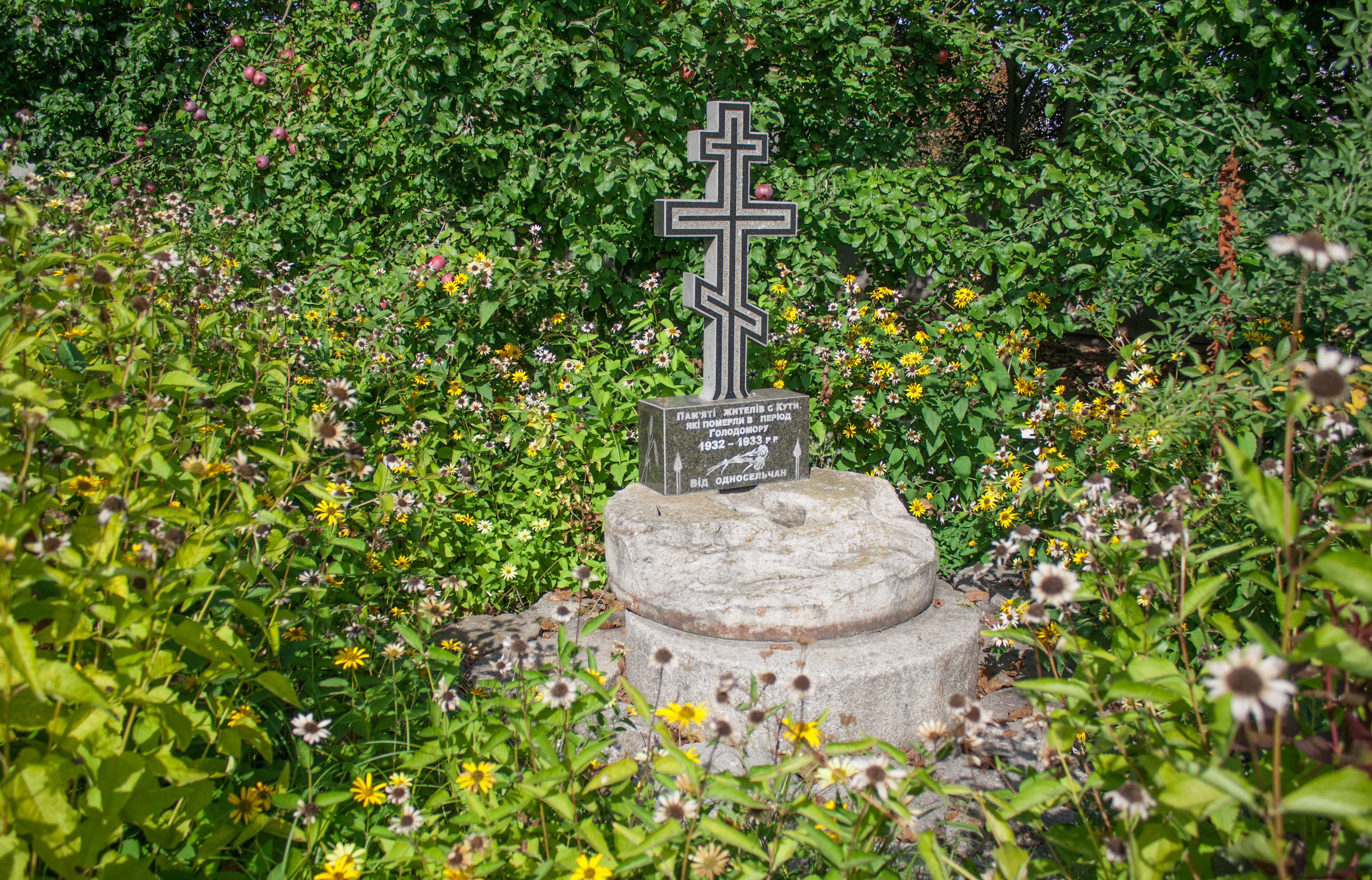
Пам’ятний знак жертвам Голодомору